# Іванівська сільська рада (Великописарівський район)
Іва́нівська сільська́ ра́да — колишній орган місцевого самоврядування в Великописарівському районі Сумської області. Адміністративний центр — село Іванівка.

## Загальні відомості
- Іванівська сільська рада утворена 17 грудня 1986 року.
- Населення ради: 1 503 особи (станом на 2001 рік)

## Географія
Іванівська сільська рада розташована у західній частині району.

## Населені пункти
Сільській раді були підпорядковані населені пункти:
- с. Іванівка

## Склад ради
Рада складалася з 16 депутатів та голови.
- Голова ради: Моісеєнко Віктор Іванович
- Секретар ради: Мустапіна Лариса Володимирівна

### Керівний склад попередніх скликань
| Прізвище, ім'я, по батькові | Основні відомості                                                                                    | Дата обрання | Дата звільнення |
| --------------------------- | --- | ------------ | --------------- |
| Моісеєнко Віктор Іванович   | Сільський голова, 1958 року народження, освіта середня спеціальна, член Комуністичної партії України | 26.03.2006   | 31.10.2010      |
| Моісеєнко Віктор Іванович   | Сільський голова, 1958 року народження, освіта середня спеціальна, член Комуністичної партії України | 31.10.2010   |                 |

Примітка: таблиця складена за даними сайту Верховної Ради України